# Parque Santo Dias
O Parque Santo Dias é um parque municipal localizado no distrito do Capão Redondo, zona sul do município de São Paulo, estado de São Paulo. 
Inaugurado em 30 de setembro de 1992, o parque possui uma área de 134.000 m² de Mata Atlântica e foi construído onde ficava a fazenda do antigo Instituto Adventista de Educação (IAE), atual Centro Universitário Adventista de São Paulo (UNASP). 

## História
A criação do Parque Santo Dias remonta à história dos adventistas no distrito do Capão Redondo, que em 1915 instalaram uma fazenda onde funcionava o Seminário Adventista, que viria a se chamar Instituto Adventista de Educação (IAE), atual Centro Universitário Adventista de São Paulo (UNASP).
A fazenda adventista foi desapropriada em 1990 pela então prefeita Luiza Erundina (PT) para a construção da Cohab Adventista. Na mesma época surgiu a Associação de Moradores em prol do Parque Ecológico Santo Dias, que reivindicou a construção do parque, a qual a prefeita acatou. Após meses de obras, o parque foi inaugurado em 30 de setembro de 1992.
O nome do parque é uma homenagem a Santo Dias da Silva, operário e morador do Capão Redondo morto pela PM em 30 de outubro de 1979, durante a greve trabalhista na zona sul do município de São Paulo.

## Diversidade ambiental
Existem 132 espécies de animais no Parque Santo Dias, sendo 72 espécies de aves. Dentre estas estão aves de rapina, como gaviões, aves florestais e aves endêmicas da Mata Atlântica.
Entre os demais animais, observa-se a presença de sagui-de-tufo-branco da catinga, carpas e rãzinha-piadeira, sendo esta endêmica de Mata Atlântica, estes dois últimos podem ser encontrados no lago próximo ao portão I.
A arborização do parque é composta por árvores remanescentes da Mata Atlântica, entre elas a palmeira Lytocaryum hoehnei, espécie de árvore endêmica dos arredores de São Paulo ameaçada de extinção, e diversas outras espécies. 

## Infraestrutura
A infraestrutura do Parque Santo Dias conta com playground, três quadras (vôlei, futsal e basquete), aparelhagem de ginástica, pista de cooper, e sanitários.
Há também duas estufas, sendo uma de mudas e outra de plantas medicinais.
Durante os sábados e domingos, das 10h às 16h acontece o Bosque da Leitura Parque Santo Dias, atividade de leitura promovida pelo Sistema Municipal de Bibliotecas.

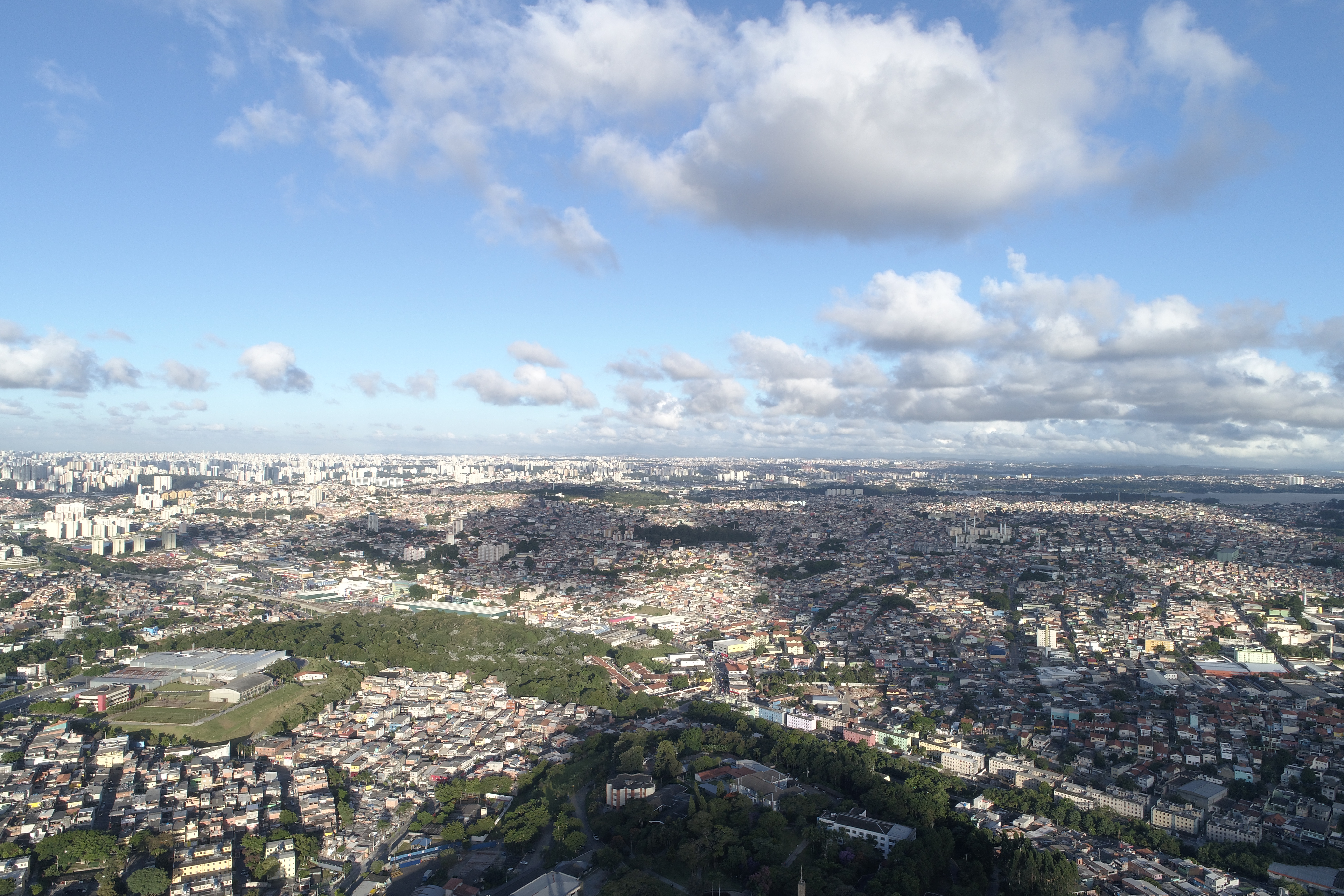
Imagem aérea do Capão Redondo mostra UNASP, Superbom, Parque Santo Dias, represa Guarapiranga

O parque localiza-se entre as seguintes vias:
- Avenida Ellis Maas
- Travessa Jasmim-da-Beirada
- Rua Arroio das Caneleiras
- Avenida Professor-Doutor Telêmaco Hippolyto de Macedo Van Langendonk